# 仙台堀川公園

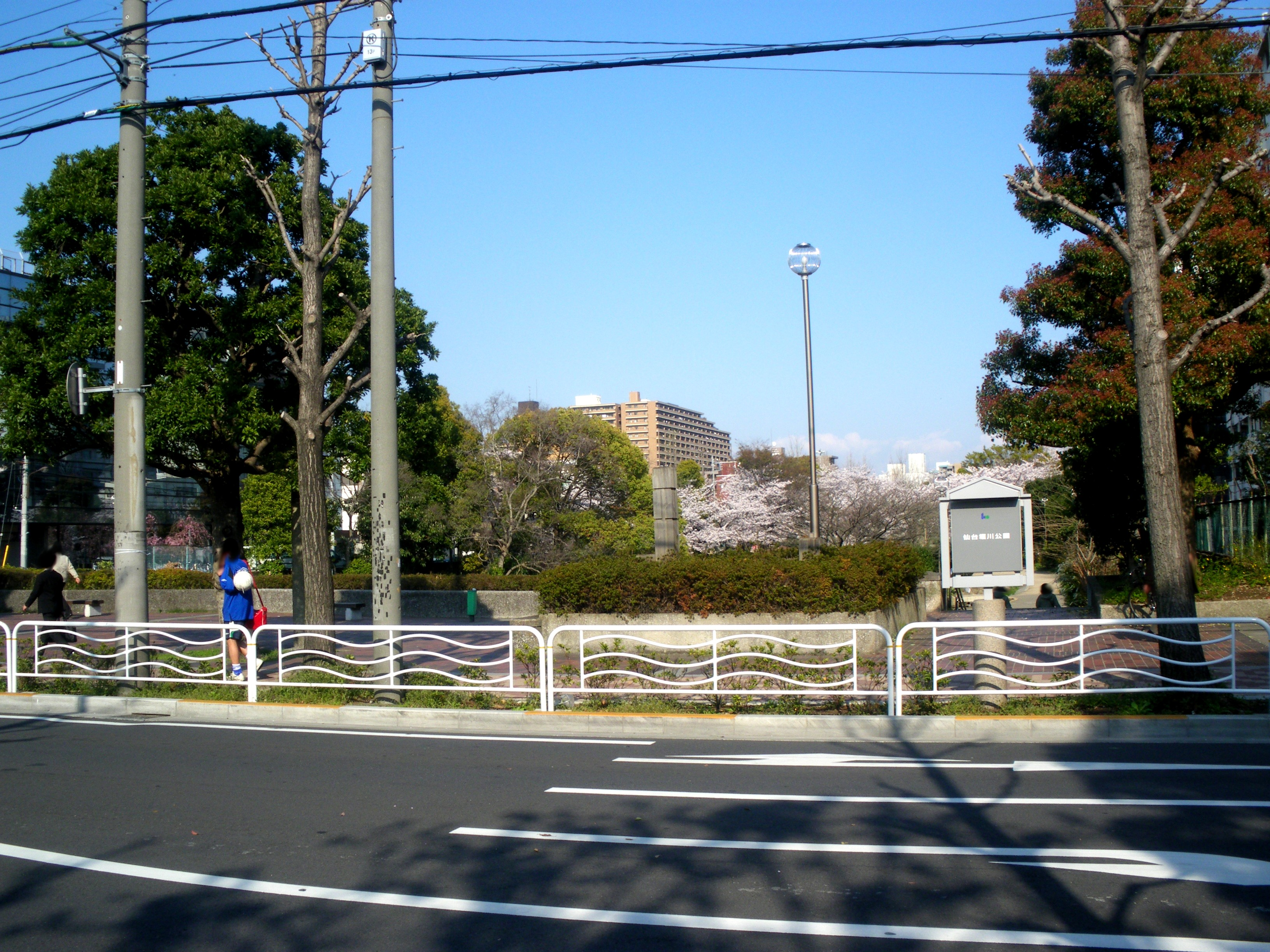
公園の入口のひとつ。(最西部・石住橋付近より)

仙台堀川公園（せんだいぼりがわこうえん）は、東京都江東区にある江東区立の公園である。江東区内を流れている仙台堀川の多くの部分を埋め立てて造られた親水公園で、総延長は3700メートルになり、都内最大の規模を持つ親水公園である。

## 歴史・概要
仙台堀川の流れている一帯は付近にあった工場などからの地下水の汲み上げにより地盤沈下が激しくゼロメートル地帯となっていた。それにより川より低い土地が出来上がり、護岸壁の高さもどんどんと上げていかなくてはならない状況であった。特におおむね木場公園から東部の江東内部河川では台風の時などは護岸壁を超えて川から水が溢れる危険があった。このような危険を回避するために、おおむね木場公園から東部の江東内部河川は扇橋閘門等を設けて堰き止め、排水機場から常時排水することにより水位を下げることとした。そして水位の下がった仙台堀川東側は埋め立てて公園とする工事が進められた。工事は1978年に始まり公園としては1980年4月1日に開園した。その後も工事は進み、1986年に全面的に完成し、仙台堀川の多くは樹木と川とを身近に感じることのできる親水公園と大きく変わった。
総延長は約3700メートルの細長い公園で面積は約103,850m2にも及ぶ。西は大横川合流地点で、北は小名木川合流地点までとなっている。西の大横川合流地点より先はまた仙台堀川として河川になっている。地名としては北砂、東砂、南砂、千石、東陽にまたがる。（いずれも江東区）公園は各地区ごとにテーマがあり、そのテーマごとに趣向を凝らした造りとなっている。途中に同じく河川を埋め立てて作った横十間川親水公園と合流している。

## アクセスなど
- 総延長3700メートルにも及ぶ細長い公園なので、アクセス方法は様々なパターンがあるが、鉄道駅としては都営新宿線・大島駅、地下鉄東西線・南砂町駅・東陽町駅の各駅より徒歩（いずれも所要10分程度）やバス（都営バス）での利用が多い。他に総武線・錦糸町駅や亀戸駅からの都営バスのバス路線の利用も可能である。
- 駐車場：なし
- 開園時間：常時開園
- 料金：入園無料